# Габорак, Милан
Ми́лан Габорак (словац. Milan Haborák; род. 11 января 1973, Прешов) — словацкий толкатель ядра. Участник летних Олимпийских игр 2000 года. Бронзовый призёр летней Универсиады 2001 года.

## Спортивная биография
Милан Габорак на крупных международных соревнованиях дебютировал в 1992 году, когда в составе сборной Чехословакии принял участие в юношеском чемпионате мира в Сеулe и занял там 4-е место.
На взрослом уровне Габорак впервые появился на чемпионате мира 1997 года в Афинах. Милан показал не самый высокий результат 17,85 м и ему не удалось преодолеть квалификацию соревнований. Итогом стало лишь 16-е место. Спустя 2 года на чемпионате мира в Севилье Габорак улучшил свой результат на полметра, но в финал пробиться вновь не удалось.
В 2000 году словацкий спортсмен принял участие в летних Олимпийских играх в Сиднее. В квалификации Габораку удалось показать результат 20,00 м и занять 6-е место. Но в финале Милану не удалось реализовать свой потенциал. Первые две попытки оказались незасчитанными, а в третьей он толкнул ядро только на 19,06 м и занял 11-е место.
В 2001 году Габорак стал бронзовым призёром летней Универсиады в Пекине. Для этого ему хватило результата, равного 19,90 м. Спустя год Милан стал обладателем ещё одной бронзовой наградой. На мировом финале Гран-при ИААФ Габорак показал результат 20,40 м и сумел стать третьим.
После окончания срока дисквалификации Габорак предпринял попытку вернуться на прежний уровень. В Осаке на чемпионате 2007 года словак стал восьмым с результатом 19,55 м.
На Олимпийских играх в Пекине Габорак показал очень слабый результат. Из трёх попыток удачной оказалась всего одна, но результат в ней был всего лишь 19,32 м. Этот результат позволил Габораку занять только 30-е место в квалификации.

## Допинг
В 2004 году Милан Габорак впервые был уличён в применении допинга. В его анализах, которые он сдавал во время легкоатлетического финала в Мадриде, были обнаружены запрещённые препараты. Спортсмен был вынужден пропустить Олимпийские игры в Афинах. Впоследствии он был дисквалифицирован на 2 года.
В 2010 году Милан Габорак повторно был уличён в применении запрещённых препаратов. Проба, взятая у Габорака на внесоревновательном контроле, показала положительный результат на стероид станозолол. Словацкое антидопинговое агентство приняло решение навсегда отстранить спортсмена от участия в соревнованиях.